# Victors FC
El Victors FC es un equipo de fútbol de Uganda que participa en la Primera División de Uganda, la tercera liga de fútbol más importante del país.

## Historia
Fue fundado en el año 2001 en la capital Kampala, aunque en el año 2008 se trasladaron a la ciudad de Jinja, obteniendo 3 años después el ascenso a la Superliga, la cual nunca ha ganado, pero sí ha ganado el torneo de copa en 2 ocasiones.
A nivel internacional ha participado en 2 torneos continentales, donde su mejor participación ha sido en la Copa Confederación de la CAF 2011 llegando a la Segunda ronda.

## Palmarés
- Copa de Uganda: 2

2008, 2010

## Participación en competiciones de la CAF
- Confederation Cup: 2 apariciones

| Temporada | Torneo                       | Ronda      | Club                | Casa | Visita | Global      |
| --------- | ---------------------------- | ---------- | ------------------- | ---- | ------ | ----------- |
| 2009      | Copa Confederación de la CAF | Preliminar | CAPS United         | 0-2  | 0-1    | 0-3         |
| 2011      | Copa Confederación de la CAF | Preliminar | Mbabane Highlanders | 1-1  | 1-1    | 2-2 (4-1 p) |
| 2011      | Copa Confederación de la CAF | 1          | DC Motema Pembe     | 1-1  | 0-1    | 1-2         |